# Société des ponts et travaux en fer
La Société des ponts et travaux en fer est une entreprise française de construction métallique, créée en 1882, par le rachat de la société Joret et Cie, et disparue en 1966 lors d'une fusion de plusieurs entreprises pour la création de la Compagnie française d'entreprises métalliques (CFEM). C'est l'une des sociétés historiques du groupe Eiffage.

## Histoire
La société des ponts et travaux en fer (SPTF) est créée en 1882 ; elle prend la suite, par un rachat, de la société Joret et Cie, fondée par Henri Joret. La nouvelle société se veut l'héritière des pratiques du fondateur Henri Joret.
La société est déjà connue dès 1885, à Anvers, où elle se produit au cours de l'exposition qui y a lieu.
Pour l'Exposition universelle de 1889, la société a exécuté :
Un lot des galeriés de 25 mètres de largeur avec leurs annexes couvrant une superficie de plus de 8.000 mètres carrés ;
Les dômes de 34 mètres de diamètre qui occupent le centre des Palais des Beaux-Arts et des Arts libéraux avec les péristyles et les vestibules qui les accompagnent.
Le Palais spécial d'Exposition de la République argentine, d'une superficie de 1.600 mètres carrés à deux étages.
De même pour celle de Lyon en 1894. Cette même année, l'Écho des mines et de la métallurgie dresse de cette société un panorama complet de ses réalisations.
La société participe à l'exposition universelle de 1900 à Paris : elle y expose plusieurs de ses « travaux en fer ». Elle réalise « les charpentes de la grande nef et des galeries latérales du Grand Palais des Beaux-Arts ».
L'entreprise disparaît par fusion en 1966, fusion qui concerne au même titre les sociétés Compagnie française d'entreprises (CFE) et Compagnie de travaux métalliques. Ainsi se crée la Compagnie française d'entreprises métalliques (CFEM).
Par suite de fusions et de rachats, la SPTF est l'une des sociétés historiques du groupe Eiffage.

## Personnalités de l'entreprise
- Henri Joret (1825-1883), fondateur.
- Pierre-Étienne Mauguin (1835-1894) : ingénieur de l'école centrale (promotion 1858), est entré en 1858 comme ingénieur dans la société Joret, est devenu associé de la société H. Joret et Cie fondée en 1868. Il devient administrateur et directeur de la nouvelle société en 1882[9],[10].
- Anatole Victor Marsaux (1845-1906) : ingénieur de l'école centrale (promotion 1868), est entré en 1868 comme ingénieur dans la société Joret et devient, en 1882, administrateur délégué de la nouvelle société dont il devient administrateur/directeur en 1892[11],[12].

## Quelques réalisations
Les ateliers de Montataire,, le pont de Sully à Paris, le viaduc de Marly-le-Roi, le viaduc de Serrouville, le pont des Arches à Digne-les-Bains, le pavillon de la République Argentine à l'Exposition Universelle de Paris de 1889.

Réalisations
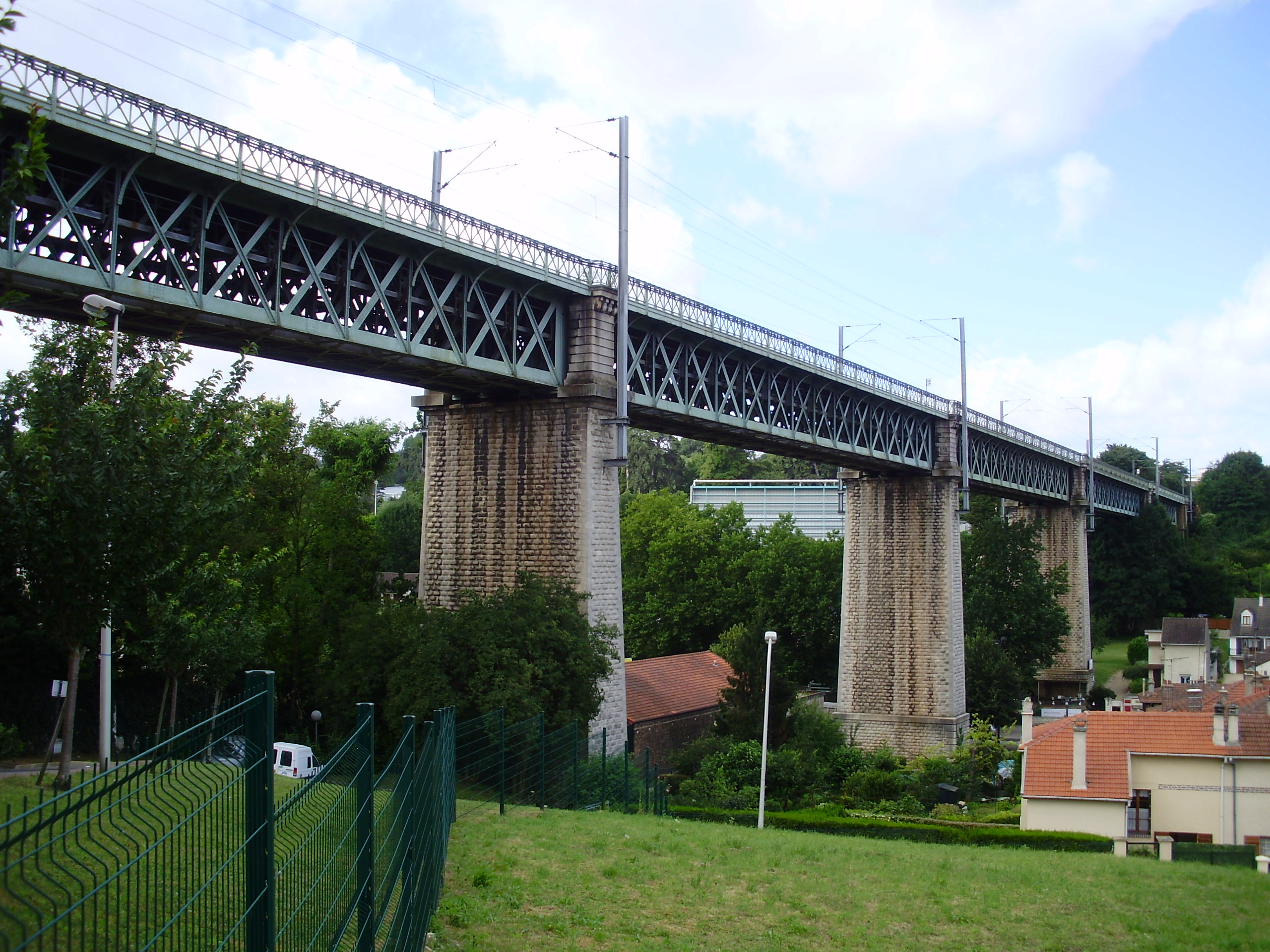
Viaduc de Marly-le-Roi (1883-2017).
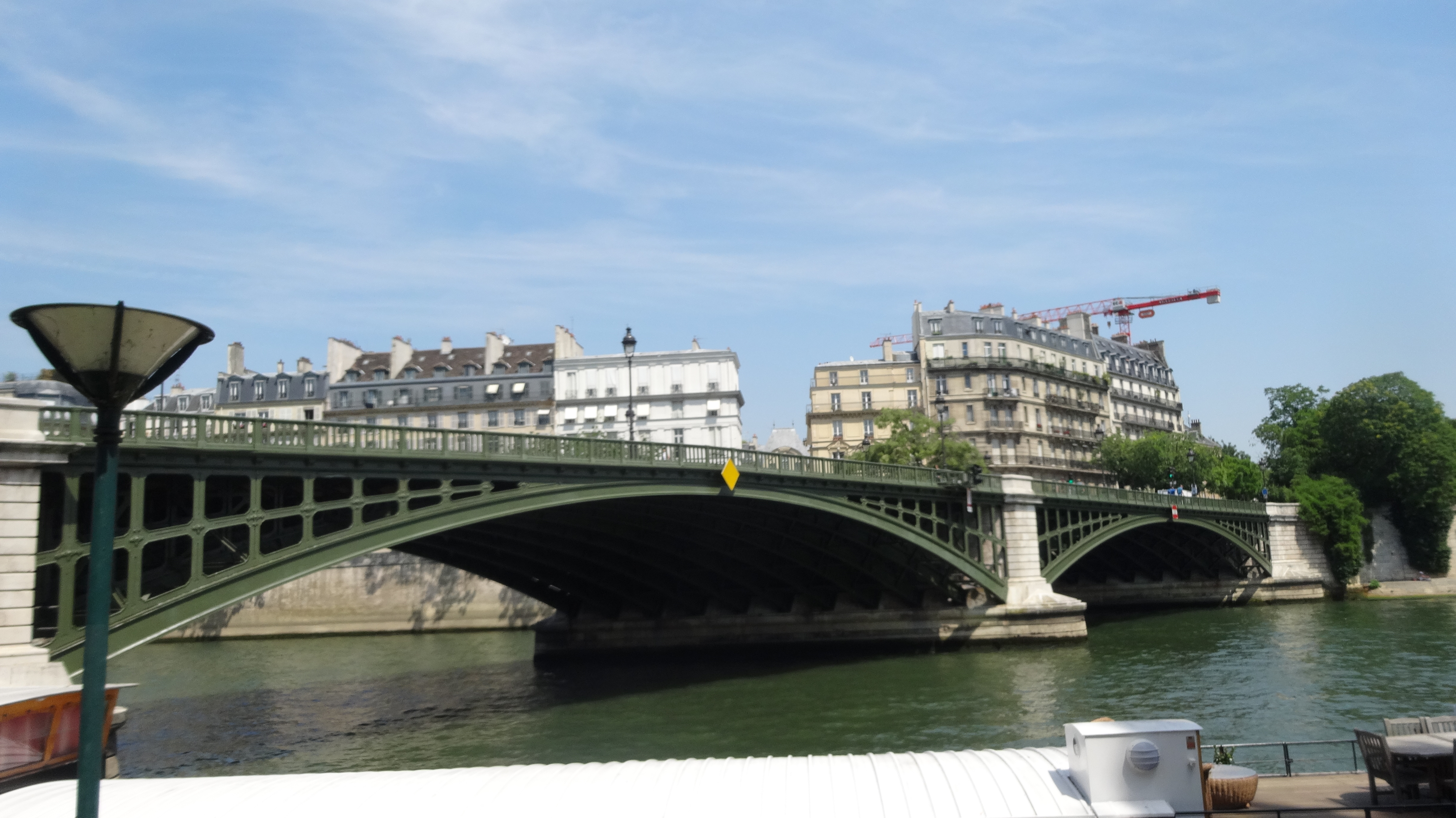
Pont de Sully.
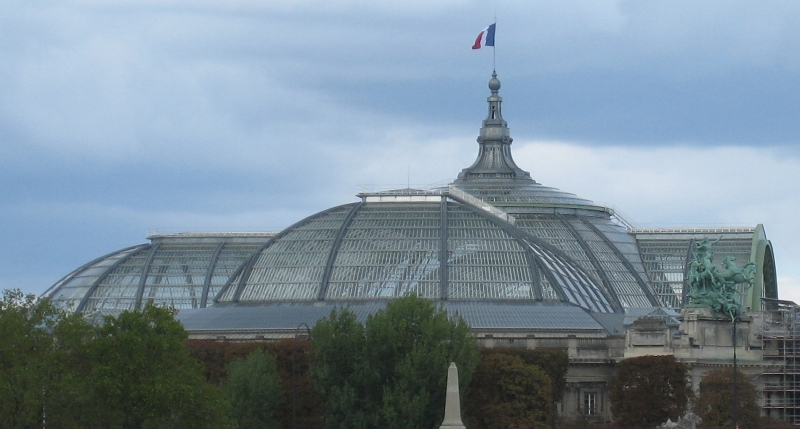
Grand Palais : grande nef et rotonde.